# 卞军
卞军（1977年7月15日—），上海人，是已退役的中国足球运动员，职业生涯最初曾担任前锋，不过主要司职后卫。他曾入选中国国奥队和国家队，参加了1998年曼谷亚运会。
卞军是职业联赛早期极少数从上海低级别球队加盟甲A联赛上海申花的球员，凭借其在上海浦东的出色表现，打动了申花将其签入。加盟申花后，由于其较出色的身体素质开始改打后卫，此后多年，卞军一直是申花后防重要一环，并曾在某些场次担任场上队长。
2006年，申花签入国脚李玮锋，卞军则被租借到了同城上海联城，此后，卞军与俱乐部发生薪酬纠纷，最终到2007年初才获得调解赔偿。而时隔不久，申花联城两家俱乐部就发生合并，卞军无法返回人员过剩的新申花，随即选择退役，尚未满30岁。
退役后卞军在自己的母校闸北区少体校担任教练。